# بييترو كانونيكا
بييترو كانونيكا (بالإيطالية: Pietro Canonica) ـ (1 مارس 1869 ـ 8 يونيو 1959) هو مثّال ومصور إيطالي، كان أيضًا مؤلفًا موسيقيًا أوبراليًا وأستاذًا للفن. كرمه الرئيس الإيطالي لويجي إيناودي سنة 1950 بتعيينه عضوًا بمجلس الشيوخ (سيناتورًا) مدى الحياة تقديرًا لإنجازاته الفنية.
في 4 ديسمبر 1938 أهدت الجالية الإيطالية بالإسكندرية إلى مصر تمثالًا للخديو إسماعيل صنعه كانونيكا، وكان ذلك تقديرًا لاستضافة مصر للملك فيكتور عمانويل الثالث ـ آخر ملوك إيطاليا ـ بعد الإطاحة به عن عرشه. وقد أزاح الملك فاروق الأول ملك مصر والسودان الستار عن التمثال في مكانه الأصلي الذي كان بميدان المنشية بالإسكندرية، أمام الموقع الأول لقبر الجندي المجهول بالإسكندرية، ثم نُقل بعد ذلك إلى ميدان الخديوي إسماعيل بكوم الدكة.
توفي كانونيكا في روما في 8 يونيو 1959.

## معرض لأعماله

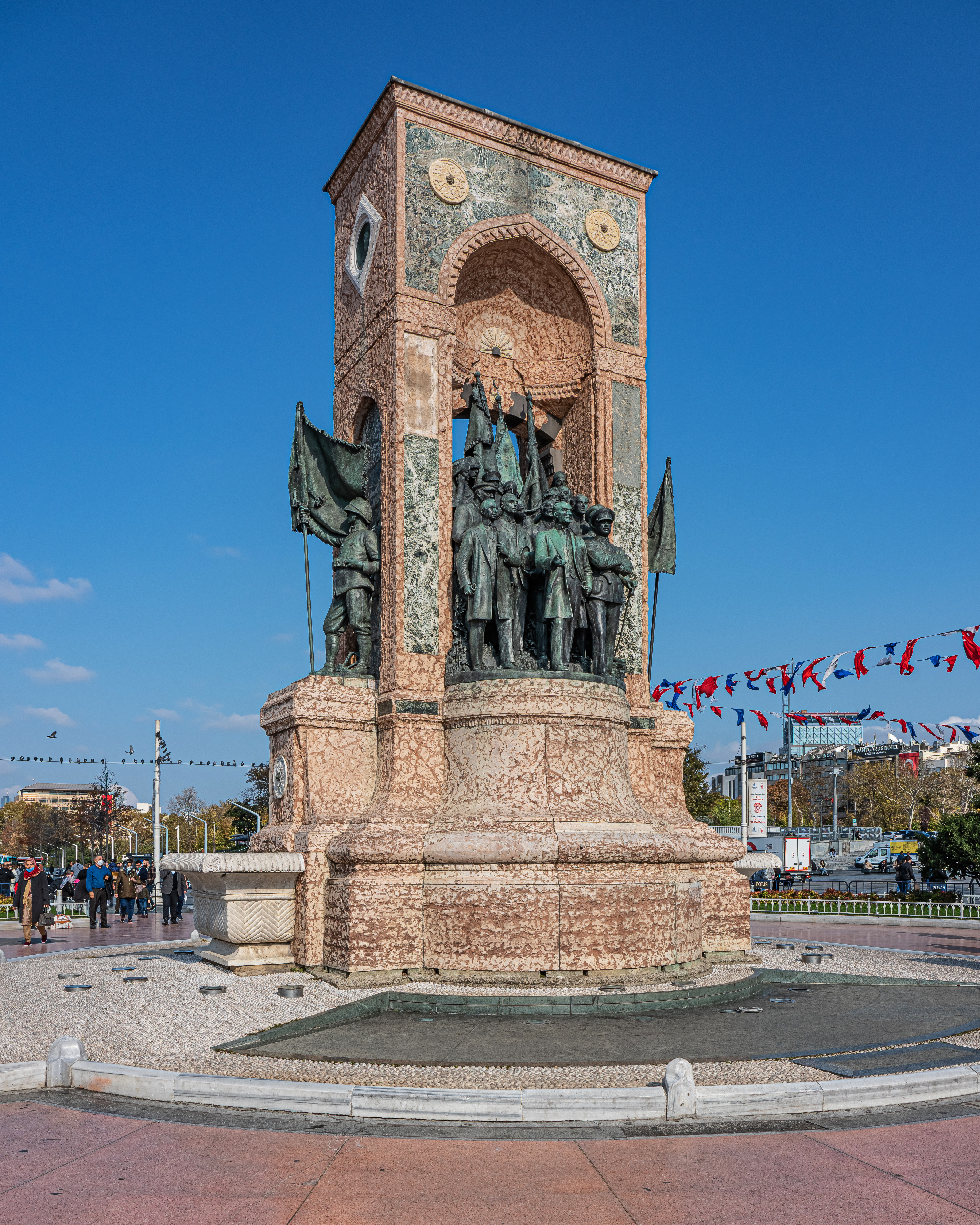
نصب الجمهورية (بالتركية: Cumhuriyet Anıtı) في إسطنبول.
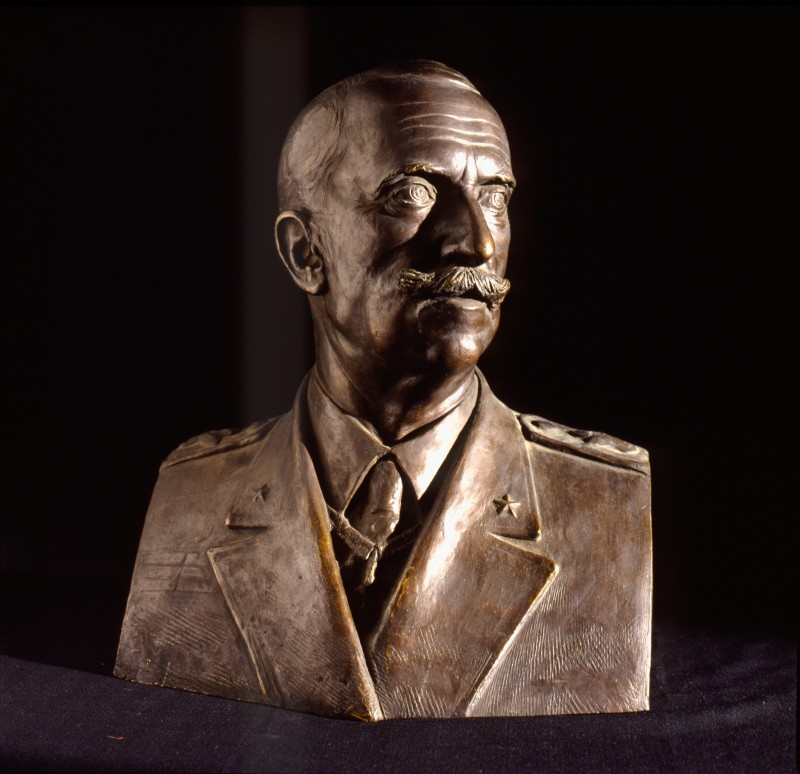
فيكتور عمانويل الثالث
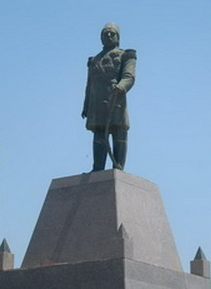
تمثال إسماعيل باشا بالإسكندرية

## روابط خارجية
- بييترو كانونيكا على موقع أوليمبيديا (الإنجليزية)